# Équipe de France féminine de basket-ball en 2010
L'événement majeur de l'année 2010 pour l'équipe de France est le championnat du monde, disputé en République tchèque.

## Une année en bleu
Le sélectionneur a décidé d'utiliser cette saison 2010 pour faire une préparation longue avec un grand nombre de joueuses. L'échéance suivante, le championnat d'Europe 2011, qualificatif pour les jeux olympiques de 2012, se déroulant tôt dans la saison estivale, la préparation à cette compétition sera très courte. Le sélectionneur veut donc profiter de cet été pour que les joueuses susceptibles d'évoluer avec l'équipe de France dans les prochaines années acquièrent les systèmes et valeurs de l'équipe actuelle.
21 joueuses sont donc réunies pour le premier stage qui se déroule du 5 au 20 août 2010 à L'Alpe d'Huez. Sandrine Gruda, qui évolue en Women's National Basketball Association (WNBA) avec la franchise des Sun du Connecticut doit rejoindre l'équipe de France après la fin de la saison régulière, ou après les play-offs si son équipe parvient à s'y qualifier.
Le sélectionneur doit également se passer de trois autres joueuses championnes d'Europe: Cathy Melain a pris sa retraite sportive, alors que Pauline Krawczyk et Emmanuelle Hermouet sont blessées. Il doit aussi faire face au forfait de Allison Vernerey, qui évolue en National Collegiate Athletic Association (NCAA), blessée lors de l'Euro espoirs. Diandra Tchatchouang, autre joueuse de NCAA, également blessée lors de l'Euro espoirs, participe au stage mais avec une préparation adaptée.
Le 11 août, Ingrid Tanqueray rejoint le groupe de l'équipe de France en remplacement de Virginie Bremont qui s’est blessée au pied droit.
À l'issue du premier stage, Vincent réduit son groupe en se séparant d'Ingrid Tanqueray, Ana-Maria Cata-Chitiga et Sarah Michel. Puis après le stage à Deauville, c'est Doriane Tahane qui, blessée à un genou, quitte le groupe. Ce dernier est rejoint par Sandrine Gruda qui vient de terminer sa saison en WNBA, sa franchise n'ayant pas réussie à se qualifier pour les play-offs. Cependant, le 15 septembre 2010, la Fédération française de basket-ball annonce que Sandrine Gruda doit déclarer forfait pour le mondial en raison de tendinopathie aux rotules des deux genoux. Pierre Vincent rappelle Marielle Amant pour compléter son groupe, mais ce forfait additionné à celui d'Isabelle Yacoubou-Dehoui laisse un secteur intérieur affaibli. La blessure d'Émilie Gomis lors du dernier match de préparation précipite le retour de Johanne Gomis, qui fait ses débuts internationaux lors de cette saison.
Après avoir remporté son premier match du mondial face au Sénégal sur le score de 83 à 45, la France affronte la Grèce, dont les deux vedettes Evanthía Máltsi et Stylianí Kaltsídou ont réalisé 29 et 21 face aux Américaines lors du premier match. Les Françaises limitent ces deux joueuses à respectivement 10 et 12 points dans une partie où elles font la différence lors de la première mi-temps pour atteindre la pause sur le score de 40 à 23. Malgré un troisième quart temps remporté par 17 à 11 par les Grecques, les Bleues contrôlent leurs adversaires et remportent cette deuxième rencontre sur le score de 69 à 55. La joueuse de Bourges Nwal-Endéné Miyem termine meilleure marqueuse de la rencontre avec 19 points, à 7 sur 11 aux tirs, dont 1 sur 1 à trois points.
Face aux Américaines, championnes olympiques en titre, la France surprend en menant 8 à 3 après 8 minutes de jeu. Les Américaines prennent l'avantage à 14 secondes du premier quart par un panier de la joueuse classée numéro un de la draft WNBA 2010 et meilleure débutante de l'année en WNBA (WNBA Rookie of the Year) Tina Charles. Les Françaises parviennent à limiter les Américaines en attaque, celles-ci ne remportant les second et troisième quart-temps que par 23 à 19 puis 25 à 19. Les Françaises subissent un peu plus dans le dernier quart, pour terminer à 21 points des Américaines au terme de la rencontre.  Endéné Miyem termine meilleure marqueuse de la rencontre en compagnie de la star américaine Diana Taurasi.
Pour son premier match du second tour, la France dispute face à la Biélorussie une rencontre capitale dans l'optique de la qualification pour les quarts de finale. La France débute par un 14 à 8 lors du premier quart temps. Les deux équipes se neutralisent lors du second, la mi-temps étant atteinte sur le score de 25 à 20. Après un troisième quart-temps remporté 17 à 11 par les Biélorusses qui prennent l'avantage au score, La France inflige un 10 à 0 en début de dernier quart-temps. Par la suite les Françaises, qui s'appuient en grande partie sur leur meneuse Céline Dumerc, qui réalise 23 points, 5 passes et 6 interceptions, contrôlent ensuite le score pour l'emporte sur le score de 58 à 48. Pour la troisième fois consécutive, Endéné Miyem termine meilleure marqueuse française. Florence Lepron ajoute pour sa part 9 points et, malgré son poste de meneuse, termine meilleure rebondeuse française avec 7 prises.
À l'entame de leur rencontre suivante, face aux Australiennes, les Françaises sont officiellement qualifiées pour les quarts de finale à la suite de la victoire de la Grèce face au Canada. La France, bien que l'entraineur Pierre Vincent ait déclaré que lors de ce match, « on fera les marionnettes, et un peu de jogging ! », soutient la comparaison face aux championnes du monde de 2002 - 7 partout au bout de 4 minutes 22 - et atteint le premier quart-temps avec un retard de cinq points. Lors du second, les Australiennes augmentent encore un peu leur avance pour atteindre la pause sur le score de 34 à 25. Lors de la troisième période, les Françaises parviennent à recoller au score, égalisant à 41 partout à 2 minutes 29 du terme de cette période. Les Australiennes, qui débutent le dernier quart avec quatre points d'avance, terminent le match avec un avantage de 10 points. Chez celles-ci, la meilleure joueuse de la saison WNBA 2010 et des finales WNBA, Lauren Jackson termine avec un double-double, 19 points et 10 rebonds. Chez les Françaises, la meilleure marqueuse est Céline Dumerc avec 9 points, devant deux joueuses à 8 points, Miyem et Lepron.
En quart de finale, la France fait la course en tête durant 30 minutes, mais perd ses 13 points d'avance dans le dernier quart temps. Les Espagnoles, emmenées par l'expérimentée Amaya Valdemoro (28 points), arrachent la prolongation et éliminent la France (74-71) des demi-finales. Le trio intérieur Miyem (11 points, 5 rebonds) - Ndongue (14 points, 6 rebonds) - Amant (12 points, 4 rebonds) parvient à limiter l'apport de Sancho Lyttle, meilleure marqueuse et meilleure rebondeuse de son équipe, neutralisée à seulement 11 points et 9 rebonds. Dumerc, avec 10 points, 6 rebonds et 7 passes assume ses responsabilités de leader. Les ailières, avec un 3 sur 12 de Jennifer Digbeu et un 0 sur 3 de Pauline Jannault-Lo, manque d'impact en attaque mais limitent l'apport offensif de Valdemoro, 8 sur 24 aux tirs.
Malgré la désillusion du quart de finale, les Françaises se reprennent pour dominer les Sud-coréennes en match de classement. Privées de Miyem, c'est Marion Laborde qui se met en valeur avec 5 paniers à trois points réussis sur sept tentatives. Le match pour la cinquième place est largement dominé par les Australiennes, qui mènent toute la rencontre, l'écart final restant limité à 12 points grâce notamment à la combativité de l'intérieure Élodie Godin. 
Au vu des absences, le bilan global est salué comme très honorable, malgré le dernier quart temps manqué face aux Espagnoles qui prive l'équipe de France d'une première demi-finale mondiale depuis 1953. Endéné Miyem termine meilleure marqueuse - 11,9 points - et rebondeuse - 5,1 rebonds - de l'équipe de France. Elle contribue à la bonne performance d'un secteur intérieur qui lassait augurer de quelques avant le début de la compétition avec les forfaits de Sandrine Gruda et d'Isabelle Yacoubou-Dehoui. Emmeline Ndongue ajoute ainsi 6,7 points et 4,2 rebonds et Marielle Amant 5,4 points et 4 rebonds. La meneuse et capitaine Céline Dumerc est la joueuse la plus sollicitée par son entraîneur Pierre Vincent avec 25 minutes 33, temps qu'elle utilise pour ajouter 8,8 points - deuxième marqueuse des Bleues - 4,1 rebonds et 3,5 passes, meilleure française dans cette catégorie statistique. Sur la base arrière, Dumerc est bien secondée par Florence Lepron qui assure 5,8 points, 2,3 rebonds et 1,7 passe et Clémence Beikes qui apporte 6,8 points, 3,8 rebonds et 1 passe. Le poste d'ailière est occupé sur cette compétition par deux jeunes joueuses qui débutent dans une compétition internationale. Jennifer Digbeu, qui évolue au poste d'intérieure en club, est repositionnée à l'aile par Pierre Vincent et apporte 6,8 points et 3,1 rebonds. Pierre Vincent profite de cette compétition pour donner du temps de jeu à l'ensemble de ses joueuses : onze des douze Bleues passent 10 minutes ou plus sur le parquet. Marion Laborde - 10 minutes de moyenne en six rencontres - et Johanne Gomis - 37 minutes en six rencontres, sont les deux joueuses les moins utilisées.

## L'équipe
- Sélectionneur : Pierre Vincent
- Assistants :  François Brisson, Thierry Moullec

| Poste      | Joueuse                  | Naissance | Taille | Nombre matchs | Nombre points | Club(s) 2010            |
| ---------- | ------------------------ | --------- | ------ | ------------- | ------------- | ----------------------- |
| Intérieure | Marielle Amant           | 1989      | 1,90   | 12            | 60            | Arras (LFB)             |
| Arrière    | Clémence Beikes          | 1983      | 1,78   | 20            | 119           | Saint Amand (NF1)       |
| Meneuse    | Virginie Bremont         | 1987      | 1,77   |               |               | Armentières (LFB)       |
| Intérieure | Ana-Maria Cata-Chitiga   | 1989      | 1,95   |               |               | Villeneuve d’Ascq (LFB) |
| Ailière    | Jennifer Digbeu          | 1987      | 1,90   | 21            | 180           | Bourges (LFB)           |
| Meneuse    | Céline Dumerc            | 1982      | 1,69   | 21            | 149           | Ekaterinbourg (Russie)  |
| Intérieure | Élodie Godin             | 1985      | 1,90   | 21            | 77            | Tarente (Italie)        |
| Arrière    | Émilie Gomis             | 1983      | 1,80   | 11            | 94            | Villeneuve-d'Ascq (LFB) |
| Arrière    | Johanne Gomis            | 1985      | 1,77   | 12            | 35            | Arras (LFB)             |
| Arrière    | Sandrine Gruda           | 1987      | 1,95   | 3             | 34            | UMMC Iekaterinbourg     |
| Ailière    | Pauline Jannault-Lo      | 1987      | 1,92   | 18            | 79            | Tarbes (LFB)            |
| Arrière    | Marion Laborde           | 1986      | 1,78   | 16            | 60            | Basket Landes (LFB)     |
| Meneuse    | Anaël Lardy              | 1987      | 1,70   | 21            | 66            | Bourges (LFB)           |
| Meneuse    | Florence Lepron          | 1985      | 1,82   | 21            | 88            | Tarbes (LFB)            |
| Ailière    | Sarah Michel             | 1989      | 1,80   |               |               | Arras (LFB)             |
| Intérieure | Endéné Miyem             | 1988      | 1,88   | 19            | 198           | Bourges (LFB)           |
| Intérieure | Emmeline Ndongue         | 1983      | 1,92   | 19            | 156           | Bourges (LFB)           |
| Intérieure | Fatimatou Sacko          | 1985      | 1,85   |               |               | Tarbes (LFB)            |
| Ailière    | Yacine Sene              | 1982      | 1,81   | 3             | 5             | Mondeville (LFB)        |
| Intérieure | Doriane Tahane           | 1989      | 1,92   | 2             | 7             | Nantes-Rezé (LFB)       |
| Meneuse    | Ingrid Tanqueray         | 1988      | 1,64   |               |               | Villeneuve-d'Ascq (LFB) |
| Ailière    | Diandra Tchatchouang     | 1991      | 1,87   |               |               | Maryland (NCAA)         |
| Intérieure | Isabelle Yacoubou-Dehoui | 1986      | 1,90   |               |               | Tarbes (LFB)            |

En bleu, les 12 joueuses retenues.

## Les matches
| Date                                                                      | Lieu              | Adversaire   | Score        | Compétition | Meilleures marqueuse (France)                                          |
| ------------------------------------------------------------------------- | ----------------- | ------------ | ------------ | ----------- | ---------------------------------------------------------------------- |
| 5 au 20 août 2010 Stage à l’Alpe d’Huez                                   |                   |              |              |             |                                                                        |
| 24 au 26 août 2010 Stage et match à Deauville                             |                   |              |              |             |                                                                        |
| 26 août                                                                   | Deauville         | Sénégal      | V 73-41      | A           | Émilie Gomis (17 points)                                               |
| 27 au 29 août 2010 Matches à Mondeville                                   |                   |              |              |             |                                                                        |
| 27 août                                                                   | Mondeville        | Sénégal      | V 73-41      | A           | Jennifer Digbeu (15 points)                                            |
| 29 août                                                                   | Mondeville        | Pologne      | V 54-34      | A           | Endéné Miyem (14 points)                                               |
| 2 au 4 septembre 2010 Tournoi à Vigo (Espagne)                            |                   |              |              |             |                                                                        |
| 2 septembre                                                               | Vigo              | Biélorussie  | V 76-55      | A           | Endéné Miyem, Jennifer Digbeu, Élodie Godin, Marion Laborde (9 points) |
| 3 septembre                                                               | Vigo              | Grèce        | D 70-58      | A           | Endéné Miyem (17 points)                                               |
| 4 septembre                                                               | Vigo              | Espagne      | V 65-59      | A           | Émilie Gomis (13 points)                                               |
| 6 au 11 septembre 2010 Stage puis Tournoi à Villeneuve d’Ascq             |                   |              |              |             |                                                                        |
| 2 septembre                                                               | Villeneuve-d'Ascq | Canada       | V 65-44      | A           | Sandrine Gruda, Jennifer Digbeu (11 points)                            |
| 3 septembre                                                               | Villeneuve-d'Ascq | Biélorussie  | D 64-58      | A           | Sandrine Gruda (11 points)                                             |
| 4 septembre                                                               | Villeneuve-d'Ascq | Japon        | V 71-64      | A           | Emmeline Ndongue (20 points)                                           |
| 5 au 15 septembre 2010 Stage à Beauvais                                   |                   |              |              |             |                                                                        |
| 16 au 18 septembre 2010 Tournoi International de Picardie                 |                   |              |              |             |                                                                        |
| 16 septembre                                                              | Amiens            | Japon        | V 62-56      | A           | Emmeline Ndongue (16 points)                                           |
| 17 septembre                                                              | Beauvais          | Argentine    | V 87-53      | A           | Endéné Miyem (14 points)                                               |
| 18 septembre                                                              | Beauvais          | Brésil       | V 69-59      | A           | Émilie Gomis (14 points)                                               |
| 23 septembre au 3 octobre 2010 Championnat du Monde en République tchèque |                   |              |              |             |                                                                        |
| 23 septembre                                                              | Ostrava           | Sénégal      | V 83-45      | CM          | Clémence Beikes et Céline Dumerc (12 points)                           |
| 24 septembre                                                              | Ostrava           | Grèce        | V 69-55      | CM          | Endéné Miyem (19 points)                                               |
| 25 septembre                                                              | Ostrava           | États-Unis   | D 81-60      | CM          | Endéné Miyem (15 points)                                               |
| 27 septembre                                                              | Ostrava           | Biélorussie  | V 58-48      | CM          | Endéné Miyem (14 points)                                               |
| 28 septembre                                                              | Ostrava           | Australie    | D 62-52      | CM          | Céline Dumerc (9 points)                                               |
| 29 septembre                                                              | Ostrava           | Canada       | V 49-47      | CM          | Anaël Lardy et Endéné Miyem (9 points)                                 |
| 1er octobre                                                               | Karlovy Vary      | Espagne      | D 74-71 (AP) | CM          | Emmeline Ndongue (14 points)                                           |
| 2 octobre                                                                 | Karlovy Vary      | Corée du Sud | V 61-46      | CM          | Marion Laborde (15 points)                                             |
| 3 octobre                                                                 | Karlovy Vary      | Australie    | D74-62       | CM          | Élodie Godin (11 points)                                               |

D : défaite, V : victoire, AP : après prolongation
A : match amical, CM : Mondial 2010